# Serwis
Serwis ist ein Dorf in der Stadt-und-Land-Gemeinde Nowa Słupia im Powiat Kielecki. Das Dorf hat etwa 290 Einwohner und befindet sich in der Woiwodschaft Heiligkreuz in Polen auf etwa 230 Metern über dem Meeresspiegel. 
Serwis liegt etwa 2,5 Kilometer nördlich vom Verwaltungssitz der Gemeinde in Nowa Słupia und etwa 35 Kilometer östlich von der nächstgrößeren Stadt Kielce. Der nächste Nachbarort ist das nordöstlich gelegene Dorf Rudki in etwa 500 Metern Entfernung. Südlich von Serwis in etwa 200 Metern Entfernung fließt der Fluss Pokrzywnianka. Die Forst- und die Landwirtschaft sind die Haupteinnahmequellen des Dorfes.